# ORP Iskra (1982)

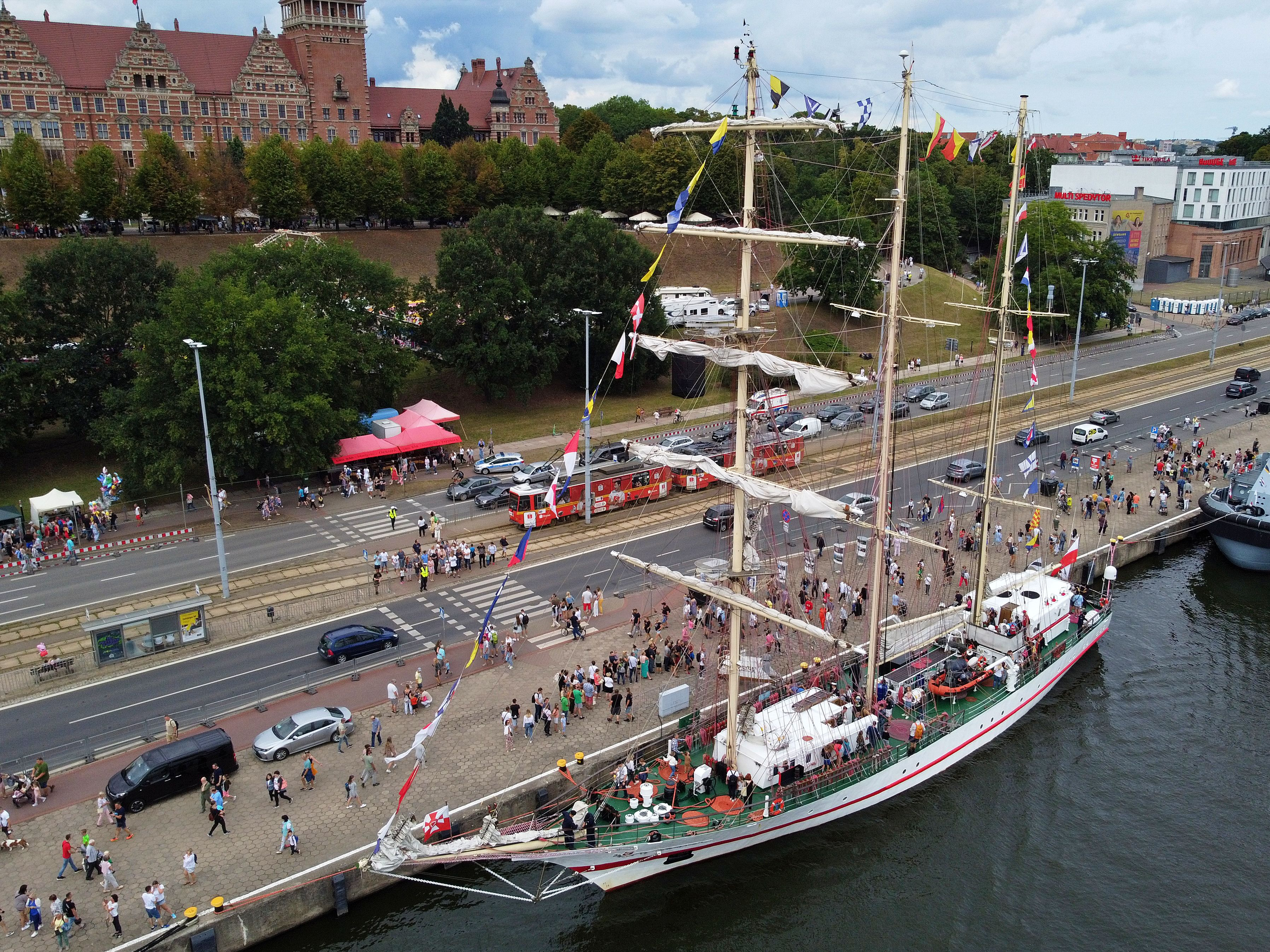
ORP Iskra przy Wałach Chrobrego w Szczecinie (2022 r.)

ORP „Iskra” – okręt szkolny polskiej Marynarki Wojennej, trzymasztowa barkentyna projektu B79/II, druga w historii jednostka pływająca nosząca imię ORP Iskra. Została wprowadzona do służby w 1982 roku i oznaczona numerem burtowym 253. Jest pierwszym okrętem pod banderą wojenną Polski, który opłynął kulę ziemską.

## Historia
Marynarka Wojenna Polskiej Rzeczypospolitej Ludowej stanęła w końcu lat 70. XX wieku wobec problemu braku jednostki pływającej przeznaczonej do przeprowadzania praktyk marynarsko-żeglarskich oraz podstawowego szkolenia nawigacyjnego. Przyczyną takiej sytuacji było wycofanie w 1977, ze względu na zużycie eksploatacyjne, 60-letniego szkunera trzymasztowego ORP „Iskra”. W związku z tym Dowództwo Marynarki Wojennej i Wyższa Szkoła Marynarki Wojennej rozpoczęły starania o pozyskanie nowego okrętu żaglowego, który wypełniłby powstałą lukę.
W wyniku tych działań została podjęta decyzja o budowie w Stoczni Gdańskiej im. Włodzimierza Lenina trójmasztowej barkentyny gaflowo-bermudzkiej projektu B79, którego autorem był kpt. ż.w. inż. Zygmunt Choreń, projektant takich żaglowców, jak „Dar Młodzieży” czy „Alexander von Humboldt”. Wówczas trwały już prace nad pierwszą jednostką tej serii – „Pogorią”, a później zbudowano jeszcze bliźniacze „Kaliakrę” dla Marynarki Wojennej Bułgarii, kanadyjską STS „Concordię” oraz doświadczalną RV „Oceanię” dla Polskiej Akademii Nauk.
Projekt polskiej Marynarki Wojennej oznaczono numerem B79/II. W 1981 roku przy grupie okrętów szkolnych Wyższej Szkoły Marynarki Wojennej w Gdyni utworzono zespół organizacyjno-przygotowawczy, mający za zadanie sprawowanie nadzoru na budową, a następnie przejęcie nowego okrętu. Stępka została położona 11 listopada 1981, a 6 marca 1982 miało miejsce wodowanie kadłuba. Uroczyste pierwsze podniesienie bandery odbyło się 11 sierpnia 1982 w obecności dowódcy Marynarki Wojennej adm. Ludwika Janczyszyna, który przekazał banderę wojenną wyznaczonemu na dowódcę okrętu kpt. mar. Lechowi Soroce, a proporzec Marynarki Wojennej – zastępcy dowódcy okrętu por. mar. Czesławowi Dyrczowi. Matka chrzestna Barbara Zielińska nadała jednostce imię poprzednika – ORP „Iskra”. 12 października 1982 (w ówczesny Dzień Wojska Polskiego) odbyła się w Gdyni uroczystość przekazania statkowi dzwonu, na którym umieszczono napis ORP ISKRA. 1982. DAR OKRĘGU WARSZAWSKIEGO LIGI MORSKIEJ.
Żaglowiec wszedł w skład grupy szkolnej Wyższej Szkoły Marynarki Wojennej, a po przekształceniach w 1987 Akademii Marynarki Wojennej. W wyniku zmian organizacyjnych w 1995 grupa okrętów szkolnych uległa rozformowaniu, natomiast „Iskrę” wcielono do nowo powstałej grupy okrętów szkolnych dywizjonu Okrętów Szkolno-Badawczych w 3 Flotylli Okrętów w Gdyni. W dniu 23 czerwca 2006 została podporządkowana dowódcy dywizjonu zabezpieczenia hydrograficznego w Gdyni, co związane było z przekształceniem dywizjonu Okrętów Szkolno-Badawczych w dywizjon Okrętów Wsparcia i zmianą charakteru tej jednostki wojskowej.
Załoga stała zwana jest szkieletową, ponieważ stanowi ją tylko kilkunastu żołnierzy obsadzających najważniejsze stanowiska, co ma związek z rodzajem okrętu. Każdorazowo podczas wyjścia w morze zaokrętowana jest kilkudziesięcioosobowa załoga szkolna, zazwyczaj złożona z podchorążych Akademii Marynarki Wojennej lub elewów Szkoły Podoficerskiej Marynarki Wojennej. Przed rozwiązaniem Szkoły Chorążych Marynarki Wojennej w 2002 praktykę morską zdobywali na „Iskrze” także kadeci. Czasem wykonując zadania wychowania i promocji obronności ORP „Iskra” odbywa rejsy szkolne z inicjatywy takich organizacji, jak Liga Obrony Kraju czy Liga Morska i Rzeczna.
Pod koniec lat 80. XX wieku dowódca Marynarki Wojennej wiceadm. Piotr Kołodziejczyk podjął inicjatywę wysłania „Iskry” w rejs dookoła kuli ziemskiej. Przygotowania trwały kilka lat, a w ramach nich dowódca okrętu kpt. mar. Czesław Dyrcz odbył rejs dookoła świata na stanowisku II oficera „Daru Młodzieży”. Decyzja o realizacji koncepcji przy okazji zlotu „Sail Indonesia ’95”, związanego z obchodami 50. rocznicy odzyskania niepodległości przez Indonezję, została podjęta przez kolejnego dowódcę Marynarki Wojennej wiceadm. Romualda Wagę. „Iskra” wyruszyła z Gdyni 18 kwietnia 1995 roku, w uroczystości pożegnania brał udział prezydent Lech Wałęsa, a do granicy wód terytorialnych asystował okręt rakietowy ORP „Piorun”. W trakcie rejsu barkentyna odwiedziła Hiszpanię, Republikę Zielonego Przylądka, Brazylię, Południową Afrykę, Mauritius, Indonezję, Australię, Nową Zelandię, Argentynę, Falklandy, Portugalię i Wielką Brytanię. Do Polski ORP „Iskra” wróciła 10 lutego 1996 roku, od granicy Morza Bałtyckiego prowadzona wśród zamarzniętych wód przez okręt ratowniczy ORP „Lech”. Tym samym stała się pierwszym w historii okrętem polskiej Marynarki Wojennej, który opłynął kulę ziemską dookoła, przebywając 37 739,9 mil morskich. Za udział w regatach „Sail Indonesia ′95” okręt został uhonorowany nagrodą specjalną The Most Spirit Ship. Obsadę oficerską załogi stałej stanowili: kmdr por. Czesław Dyrcz (dowódca okrętu), kpt. mar. Mariusz Mięsikowski (zastępca dowódcy okrętu), por. mar. Robert Sitek (dowódca działu nawigacyjnego), por. mar. Artur Pierzyński (dowódca działu łączności) i por. mar. Janusz Szeliga (dowódca działu elektromechanicznego). W rejsie wzięli udział również: kmdr ppor. Waldemar Skwarek, kmdr ppor. Lech Derlacz, kpt. mar. lek. Piotr Wajman i por. mar. Dariusz Żołnieruk. Załoga szkolna składała się ze słuchaczy I roku Wydziału Nawigacji i Uzbrojenia Okrętowego Akademii Marynarki Wojennej. W dniach 17–19 września 2008 roku żaglowiec szkolny ORP „Iskra” i jego załoga uczestniczyli w zdjęciach do polskiego filmu pt. „Miasto z morza” oraz serialu o tym samym tytule. Sceny do filmu kręcono w porcie Hel oraz na wodach Zatoki Gdańskiej. W 2015 roku na pokładzie szkoliła się załoga wietnamskiego żaglowca (zbudowanego w Polsce) „Lê Quý Dôn”.
„Iskra” pięciokrotnie otrzymała miano Najlepszego Okrętu Marynarki Wojennej w grupie okrętów specjalnych: w 1984, 1988, 1989, 1992 i 1994 roku. Wielokrotnie uczestniczyła w regatach „Cutty Sark Tall Ships’ Races”, w których w 1989 roku wygrała, zdobywając nagrodę Cutty Sark Trophy. W 1990 roku decyzją sekretarza generalnego Organizacji Narodów Zjednoczonych została wyróżniona Medalem W Służbie Pokoju (ang. In the Service of Peace Medal), a w 1999 roku nagrodą „Fair Play” przyznaną przez komitet organizacyjny „The Cutty Sark Tall Ships’ Race” za holowanie przez ponad 200 mil uszkodzonego jachtu podczas regat. Z okazji 18. rocznicy pierwszego podniesienia bandery prezydent Gdyni Wojciech Szczurek 11 sierpnia 2000 roku wręczył dowódcy „Iskry” kpt. mar. Robertowi Sitkowi symboliczny dowód osobisty wystawiony przez Urząd Miasta Gdyni.

## Dowódcy okrętu
- kapitan marynarki Lech Soroka (1982–1984)[3][6]
- porucznik marynarki/kapitan marynarki/komandor podporucznik/komandor porucznik/komandor Czesław Dyrcz (1984–1997)[3]
- kapitan marynarki/komandor podporucznik Robert Sitek (1997–2002)[3]
- komandor podporucznik/komandor porucznik Robert Żywiec (2002–2006)[3]
- komandor podporucznik Jacek Miłowski (2006-2020)[3]
- kapitan marynarki/komandor podporucznik Michał Rębiś (2020-2024)
- kapitan marynarki/komandor podporucznik Jakub Przygodzki (od 26 stycznia 2024)[6]

## Pierwszą załogę ORP Iskra stanowili
- d.o. – kpt. mar. mgr inż. Lech Soroka
- z.d.o. – por. mar. mgr inż. Czesław Dyrcz
- d.dz. I-V – por. mar. mgr Andrzej Bacdorf
- k.m. – chor. mar. Zenon Płachta
- szef dz. IV – bsm. Wiesław Janczarek
- b.o. – st. chor. mar. Marian Keller
- podoficer gospodarczy – bsmt Marek Sosiński (od 6.12.1982 r.)

w lipcu przybyli pierwsi marynarze:
- st. mar. Ryszard Tomaszewski – motorzysta
- st. mar. Krzysztof Piwowarczyk – sygnalista
- st. mar. Andrzej Całun – elektryk okrętowy
- st. mar. Ryszard Gronowski – motorzysta
- mar. Adam Zieman – radiotelegrafista
- mar. Waldemar Matejczuk – elektryk nawigacyjny
- mar. Tadeusz Jasztal – kucharz

## Rejsy szkolne
| Przedsięwzięcie                                                                                | Okres                             | Porty |
| ---------------------------------------------------------------------------------------------- | --------------------------------- | --- |
| Rejs szkolno-nawigacyjny                                                                       | 15 czerwca – 18 lipca 1983        | Rostock |
| Rejs szkolno-nawigacyjny                                                                       | 18 lipca – 11 sierpnia 1984       | Leningrad |
| Rejs szkolno-nawigacyjny                                                                       | 18 czerwca – 14 lipca 1985        | Ryga |
| Rejs szkolno-nawigacyjny                                                                       | 17 lipca – 11 sierpnia 1986       | Leningrad |
| „Cutty Sark Tall Ships’ Races 1987”                                                            | 20 czerwca – 25 lipca 1987        | Kilonia, Norrköping, Sztokholm, Rønne |
| Rejs szkolno-nawigacyjny                                                                       | 29 lipca – 22 sierpnia 1987       | Narwik |
| „Cutty Sark Tall Ships’ Races 1988”                                                            | 29 czerwca – 7 sierpnia 1988      | Karlskrona, Helsinki, Maarianhamina, Kopenhaga |
| Rejs szkolno-nawigacyjny                                                                       | 30 marca – 17 kwietnia 1989       | Portsmouth |
| „Cutty Sark Tall Ships’ Races 1989”                                                            | 27 czerwca – 3 sierpnia 1989      | Londyn, Hamburg, Cuxhaven, Malmö, Lubeka |
| „Cutty Sark Tall Ships’ Races 1990”                                                            | 25 czerwca – 4 listopada 1990     | Plymouth, A Coruña, Bordeaux, Zeebrugge, Rotterdam, Amsterdam, Saint-Malo, Funchal, Santa Cruz de Tenerife, Nowy Jork, Baltimore, Lerwick, Göteborg                                                                                        |
| „Cutty Sark Tall Ships’ Races 1991”                                                            | 25 czerwca – 23 sierpnia 1991     | Milford Haven, Cork, Belfast, Aberdeen, Delfzijl |
| „Grand Regatta – Columbus ’92”                                                                 | 31 marca – 22 sierpnia 1992       | Genewa, Kadyks, Santa Cruz de Tenerife, San Juan, Filadelfia, Nowy Jork, Boston, Liverpool |
| „Cutty Sark Tall Ships’ Races 1993”                                                            | 23 czerwca – 22 sierpnia 1993     | Bremerhaven, Den Helder, Newcastle, Bergen, Lerwick, Esbjerg, Antwerpia |
| „Cutty Sark Tall Ships’ Races 1994”                                                            | 27 czerwca – 27 sierpnia 1994     | Rouen, Porto, Saint-Malo |
| Rejs dookoła świata                                                                            | 18 kwietnia 1995 – 10 lutego 1996 | Gdynia, Santa Cruz de Tenerife, Porto Grande, Rio de Janeiro, Kapsztad, Port Louis, Dżakarta, Makasar, Darwin, Fremantle, Melbourne, Hobart, Sydney, Wellington, Ushuaia, Stanley, Buenos Aires, Recife, Ponta Delgada, Portsmouth, Gdynia |
| „Cutty Sark Tall Ships’ Races 1996”                                                            | 26 czerwca – 13 sierpnia 1996     | Rostock, Sankt Petersburg, Kotka, Turku, Kopenhaga |
| „Cutty Sark Tall Ships’ Races 1997”                                                            | 26 czerwca – 26 sierpnia 1997     | Den Helder, Aberdeen, Trondheim, Bergen, Stavanger, Göteborg |
| „Cutty Sark Tall Ships’ Races 1998”                                                            | 28 czerwca – 7 września 1998      | Delfzijl, Falmouth, Lizbona, Vigo, Dublin, Portsmouth |
| „Cutty Sark Tall Ships’ Races 1999”                                                            | 26 czerwca – 25 sierpnia 1999     | Hawr, Saint-Malo, Greenock, Lerwick, Aalborg |
| Rejs szkolno-nawigacyjny                                                                       | 9 – 27 czerwca 2000               | Wilhelmshaven |
| „Cutty Sark Tall Ships’ Races 2000”                                                            | 4 lipca – 10 sierpnia 2000        | Helsinki, Sztokholm, Flensburg |
| „Cutty Sark Tall Ships’ Races 2001”                                                            | 25 czerwca – 11 sierpnia 2001     | Antwerpia, Ålesund, Ørsta, Bergen, Esbjerg |
| Rejs szkolno-nawigacyjny                                                                       | 16 sierpnia – 8 września 2001     | Portsmouth |
| Rejs szkolno-nawigacyjny                                                                       | 16 maja – 7 czerwca 2001          | Emden, Ostenda |
| „Cutty Sark Tall Ships’ Races 2002”                                                            | 29 czerwca – 30 sierpnia 2002     | Kopenhaga, Brest, A Coruña, Santander, Portsmouth, Zeebrugge |
| „L’Armada Rouen ’03”                                                                           | 20 czerwca – 18 lipca 2003        | Rouen, Portsmouth, Londyn |
| „Cutty Sark Tall Ships’ Races 2003”                                                            | 22 lipca – 27 sierpnia 2003       | Turku, Ventspils, Ryga, Lubeka |
| „Tall Ships’ Races 2004”                                                                       | 19 maja – 11 września 2004        | Las Palmas, Hamilton, Filadelfia, Greenport, Newport News, New London, Halifax, Port Hawkesbury, Sydney, Summerside, Dublin |
| Rejs szkolno-nawigacyjny                                                                       | 16 czerwca – 16 lipca 2005        | Portsmouth, Zeebrugge |
| Rejs szkolno-nawigacyjny                                                                       | 16 – 22 sierpnia 2005             | Visby |
| „Tall Ships’ Races 2006”                                                                       | 27 czerwca – 28 sierpnia 2006     | Saint-Malo, Lizbona, Kadyks, A Coruña, Antwerpia |
| „Ostend at Anchor 2007”                                                                        | 17 maja – 4 czerwca 2007          | Ostenda |
| „Tall Ships’ Races 2007”                                                                       | 2 lipca – 27 sierpnia 2007        | Rostock, Turku, Sztokholm, Szczecin, Århus, Sztokholm, Kotka, Rostock |
| Rejs szkolno-nawigacyjny, „Tall Ships’ Races 2010”, Sail Amsterdam 2010, Sail Bremerhaven 2010 | 28 czerwca – 31 sierpnia 2010     | Kopenhaga, Antwerpia, Aalborg, Hartlepool, Londyn, Amsterdam, Bremerhaven |
| Rejs szkolno-nawigacyjny, Dni Morza Szczecin 2012, „Tall Ships’ Races 2012”                    | 4 czerwca – 3 września 2012       | Szczecin, Portsmouth, Funchal, Barcelona, Saint-Malo, Brest, A Coruña, Dublin |

## Dane taktyczno-techniczne
- Znak wywoławczy: SPWA
- MMSI: 261203000
- IMO –
- Wyporność standardowa: 380 t
- Pojemność: 299 BRT
- Długość całkowita: 49 m
- Szerokość: 8 m
- Zanurzenie:
  - średnie: 3,8 m
  - dziobu: 3,6 m
  - rufy: 4 m
- Wysokość maksymalna: 33,5 m
- Napęd pomocniczy:

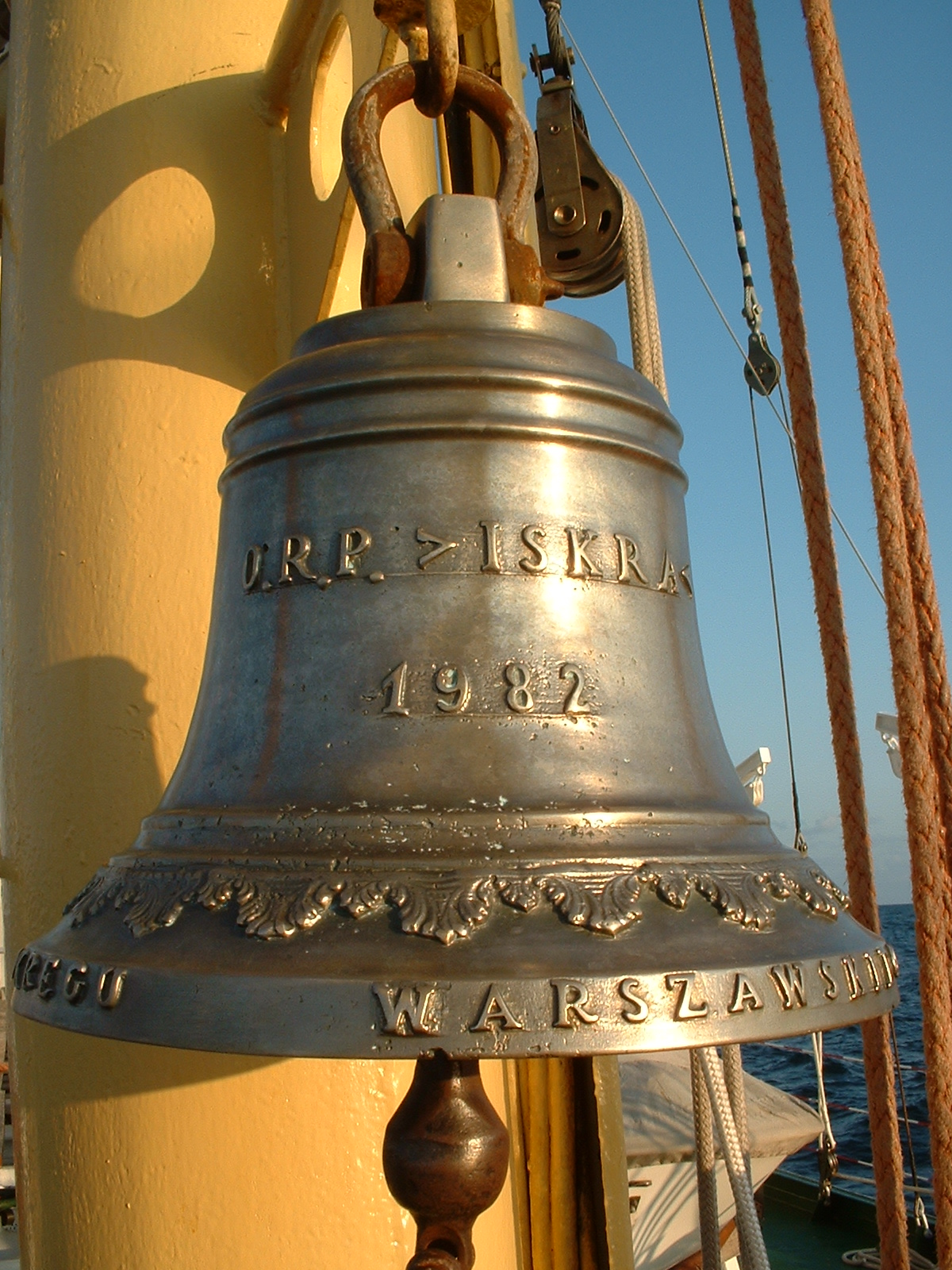
Dzwon okrętowy

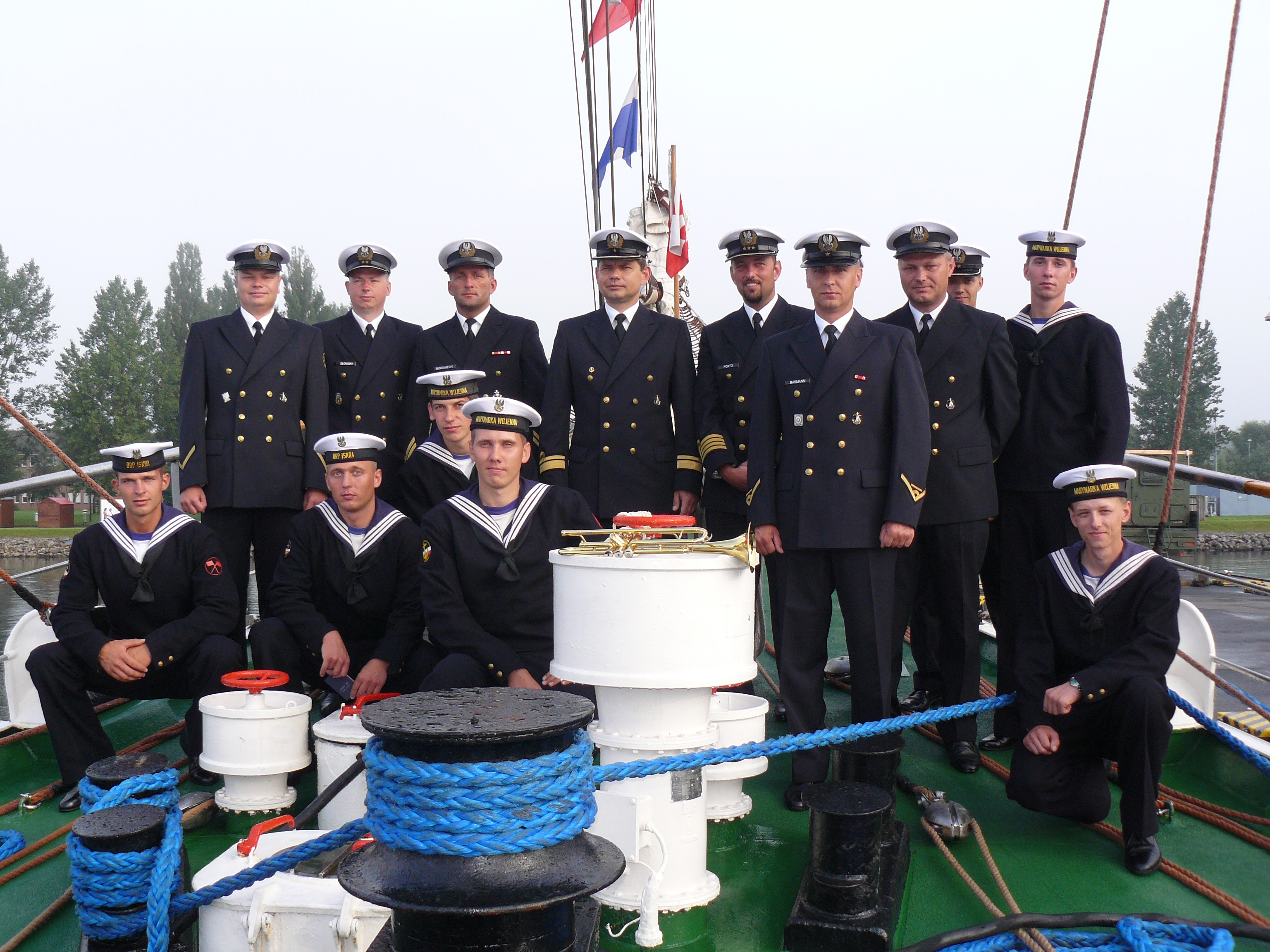
25. Podniesienie bandery

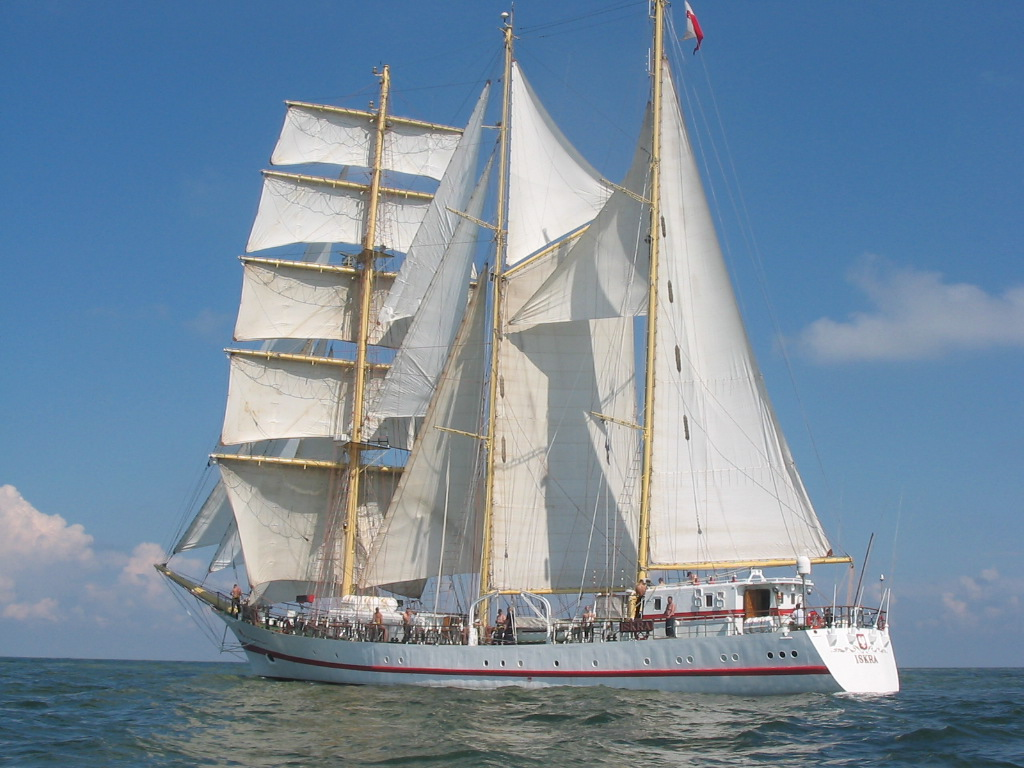
Podczas „Cutty Sark Tall Ships’ Races 2003”

  - silnik wysokoprężny Volvo Penta D9MH o mocy 355 KM (261 kW)
  - jedna nastawna śruba napędowa o średnicy 1,5 m
  - prędkość maksymalna: 9 w
- Konstrukcja kadłuba
  - Kadłub posiada poprzeczny system wiązań. Skrzynkowo spawana stępka biegnie przez całą długość kadłuba. Do niej w odstępach co 50 cm przyspawanych jest 85 wręg. Kadłub przedzielono 4 grodziami wodoszczelnymi, co daje 5 przedziałów wodoszczelnych. Na każdej wrędze znajduje się dennik. Rufa typu pawężowego jest spawana z blach i profili hutniczych. Dziób typowy dla jednostek żaglowych uzbrojony jest w 10-metrowy bukszpryt usztywniony delfiniakiem i watersztagiem. Z góry kadłub zamyka stalowy pokład o poprzecznym systemie wiązań. Pod masztami znajdują się wzmocnienia.
- Zbiorniki okrętowe
  - Okręt ma łącznie 13 zbiorników: na wodę słodką 3 zbiorniki, których objętość wynosi 37,0 m³, na paliwo 5 zbiorników o łącznej objętości 30,8 m³. Pozostałe zbiorniki balastowe służą jako przelewowe, ściekowe, na fekalia i olej smarowy.
- Międzypokład
  - Na międzypokładzie rozmieszczono wszystkie pomieszczenia, takie jak:

kabiny i pomieszczenia mieszkalne, mesy, kuchnie i niektóre magazynki oraz sanitariaty.
- Pokład główny:
  - Na pokładzie głównym znajdują się dwie nadbudówki. Są one wykonane ze stopu aluminium typu A1Mg5. Nadbudówki zamocowane są do pokładu okrętu za pomocą aluminiowo-stalowego płaskownika wykonanego metodą wybuchową.
- Omasztowanie okrętu
  - Okręt posiada 3 maszty wykonane z rur stalowych zwężających się od pięty do topu. Miejsce przejścia masztów przez pokład główny mają wzmocnienia stalowe do 10mm. Fokmaszt jest omasztowany rejowo. Posiada on dwa podesty, zwane marslem dolnym i marslem górnym oraz 5 rei. Reje zamocowane są do kolumny masztu za pomocą bajfutów pozwalających na poziome i pionowe ich ustawienie. Grotmaszt posiada omasztowanie gaflowe. Do kolumny masztu zamocowane są 2 salingi: dolny i górny. Do kolumny grotmasztu przegubowo zamocowany jest bom i gafel. Między kolumną grotmasztu, bomem i gaflem rozpina się grot, a między szczytem grotmasztu i gaflem grottopsel. Bezanmaszt posiada ożaglowanie bermudzkie. Do bezanmasztu zamocowane są 2 salingi: dolny i górny oraz przegubowo bom. Między kolumną bezanmasztu i bomem rozpina się bezan. Kolumna bezana jest zarazem kominem odprowadzającym spaliny od silnika spalinowego. Z tych też względów pięta masztu ustawiona jest w międzypokładzie.Dziób został wyposażony w bukszpryt. Usztywniony przy pomocy delfiniaka i watersztagu. Między fokmasztem i bukszprytem stawia się kliwry. Na bukszprycie znajduje się gniazdo na flagsztok, drzewce służące do podnoszenia proporca MW. Na śródokręciu znajdują się w miejscu posadowienia legarów na łodzie okrętowe, żurawiki służące do spuszczania i podnoszenia pontonu.
- Załoga:
  - stała: 6 oficerów, 6 podoficerów i 9 marynarzy
  - szkolna: 2 oficerów-wykładowców, oficer-lekarz, 45 słuchaczy

## Ożaglowanie (2004)
- Żagle podstawowe:
  - latacz – 57,7 m²
  - bomkliwer – 43,5 m²
  - kliwer – 44,5 m²
  - foksztaksel – 43,4 m²
  - fok – 95 m²
  - dolny marsel – 65 m²
  - górny marsel – 58 m²
  - bramsel – 47 m²
  - bombramsel – 39 m²
  - grotstensztaksel – 62,7 m²
  - grotbramsztaksel – 38,5 m²
  - grotbombramsztaksel – 34,1m²
  - grot – 140 m²
  - grottopsel – 36 m²
  - bezan – 95 m²
- Żagle dodatkowe:
  - genua – 60,5 m²
  - bezantopsztaksel – 40 m²
  - fisherman – 72 m²
- Żagle sztormowe:
  - foksztaksel sztormowy – 23 m²
  - grotstensztaksel sztormowy – 23 m²
  - grot sztormowy – 25 m²
  - bezan sztormowy – 25 m²

Okręt może żeglować, wykorzystując 24 żagle w różnym zestawie. Są zalecane 4 zestawy ożaglowania: podstawowe, skrócone, sztormowe 1, sztormowe 2.
Ożaglowanie podstawowe – wykorzystuje się przy sprzyjających wiatrach do 4 B. Można wówczas dostawić 16 żagli, co daje 958 m².
Ożaglowanie skrócone stosuje się przy mniej korzystnych warunkach hydrometeorologicznych, gdy siła wiatru przekracza 5 B:
- kliwer,
- foksztaksel,
- fok, fokmarsel dolny, fokmarsel górny,
- grotstensztaksel, grotbramsztaksel, grot,
- bezansztaksel, bezan

Ożaglowanie sztormowe 1 – ma zastosowanie w niekorzystnych warunkach, kiedy siła wiatru nie przekracza jednak 7 B. W tych warunkach stawia się żagle sztormowe lub refuje ożaglowanie podstawowe:
- foksztaksel, kliwer,
- fokmarsel dolny
- grotstensztaksel,
- zrefowany grot,
- zrefowany bezan,

Ożaglowanie sztormowe 2 – w warunkach sztormowych, przy sile wiatru 9 B i więcej należy używać tylko żagli sztormowych:
- sztormowy foksztaksel,
- sztormowy kliwer,
- sztormowy grotstensztaksel,
- trajsel,
- sztormowy bezan – trajsel.

## Plany i modele
- Plany Modelarskie 2/1986 (nr 130)
- Mały Modelarz 4-5/1997